# Hicksches Gesetz

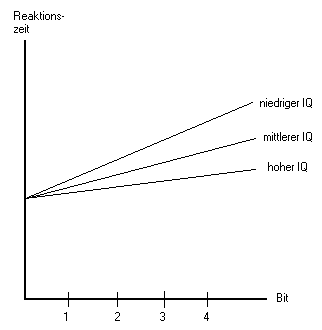
Roths Anwendung von Hicks Gesetz

Das Hicksche Gesetz, auch Hick-Hyman-Gesetz, geht auf William Edmund Hick zurück, der damit 1952 den Zusammenhang zwischen Reaktionszeit und Anzahl der Wahlmöglichkeiten beschrieben hat. Damit legte er die Grundlage für ein informationstheoretisches Modell der Intelligenz, wonach die Geschwindigkeit, mit der ein Mensch Informationen verarbeitet, ein Maß für die Intelligenz ist. 
Mit der Jensen-Box kann man die Reaktionszeit bei einer Wahlentscheidung in Abhängigkeit vom Informationsgehalt bestimmen. Die Reaktionszeit RZ setzt sich zusammen aus der Bewegungszeit BZ und der Entscheidungszeit. Die Bewegungszeit ist die Zeit, die zum Drücken der Antworttaste gebraucht wird und unabhängig vom Informationsgehalt. Die Entscheidungszeit ist das Produkt von Informationsgehalt in Bit und Informationsverarbeitungsgeschwindigkeit IV. Der Informationsgehalt ist der binäre Logarithmus {\displaystyle \log _{2}(n)} der Anzahl von Alternativen {\displaystyle n}.
Die Formel lautet:
{\displaystyle RZ=BZ+\log _{2}(n)\cdot IV}
In einfacher Näherung kann angenommen werden, dass für jede Verdoppelung der Wahlmöglichkeiten in einem Experiment die Reaktionszeit um ca. 150 ms steigt.
Roth konnte 1964 zeigen, dass bei intelligenteren Menschen die Reaktionszeit bei wachsender Anzahl von Alternativen signifikant langsamer ansteigt als bei weniger intelligenten (siehe Grafik). Die Erlanger Schule der Informationspsychologie hat daraus das Konzept der Informationsverarbeitungsgeschwindigkeit entwickelt.

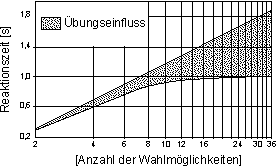
Diagramm: Reaktionszeit gegen Anzahl der Wahlmöglichkeiten → Regelmäßiges Üben reduziert die Reaktionszeiten.

In der Verkehrspsychologie wurden weitere Untersuchungen angestellt. Dabei zeigte sich, dass bei regelmäßiger Übung die Reaktionszeiten, unabhängig von der Anzahl der Wahlmöglichkeiten, wieder auf einen festen Wert zurückgehen. Die Grafik zeigt als obere Schranke des grauen Bereiches das Hicksche Gesetz und als untere Schranke die Wirkung von regelmäßiger Wiederholung.